# Мохамед Ґедо
Мохамед Нагі Ісмаїл (араб. محمد ناجى إسماعيل), відомий як Ґедо (араб. جدّو, нар. 30 жовтня 1984, Александрія) — єгипетський футболіст, що грав на позиції нападника, зокрема за національну збірну Єгипту, у складі якої — володар Кубка африканських націй 2010, на якому став найкращим бомбардиром турніру. 

## Клубна кар'єра
Народився 30 жовтня 1984 року в місті Александрія. Вихованець юнацької команди «Хош Есса».
У дорослому футболі дебютував 2002 року виступами за команду «Даманхур», в якій провів три сезони. 
Своєю грою за цю команду привернув увагу представників тренерського штабу клубу «Аль-Іттіхад» (Александрія), до складу якого приєднався 2005 року. Відіграв за александрійську команду наступні п'ять сезонів своєї ігрової кар'єри.
2010 року уклав контракт з клубом «Аль-Аглі», гравцем якого був до 2015 року. 2013 рік провів в Англії, де на умовах оренди грав за «Галл Сіті», у складі якого відзначився п'ятьма голами у 17 іграх різних турнірів.
Протягом другої половини 2010-х грав за «Ель-Ентаґ Ель-Харбі», «Ель Мокаволун аль-Араб», а завершував ігрову кар'єру в «Ель-Гуні», за яку виступав протягом 2018—2020 років.

## Виступи за збірну
2009 року дебютував в офіційних матчах у складі національної збірної Єгипту.
Наступного року був включений до її заявки на Кубок африканських націй 2010 в Анголі. На момент початку турніру мав в активі дві гри і один гол за збірну і був гравцем запасу єгипетської команди. Незмінно виходив на поле на заміну по ходу других таймів матчів першості у п'яти із шести випадків відзначався забитим голом. Зокрема, вийшов на заміну на 70-ій хвилині фінальної гри проти збірної Гани, а за 15 хвилин забив єдиний гол зустрічі, який приніс його команді чемпіонський титул. Попри те, що жодного разу не виходив на поле зі стартових хвилин, зумів стати найкращим бомбардиром КАН-2010 з п'ятьма забитими голами. 
Згодом до 2014 року досить регулярно викликався до збірної і продовжував відзначатися забитими голами. Загалом протягом шестирічної кар'єри у національній команді провів у її формі 36 матчів, забивши 19 голів.
| Дата       | Місто        | Господарі                        | Результат  | Гості                            | Турнір                                      | Голи | Примітки |
| ---------- | ------------ | -------------------------------- | ---------- | -------------------------------- | ------------------------------------------- | ---- | -------- |
| 29-12-2009 | Каїр         | Єгипет                           | 1 – 1      | Малаві                           | товариський матч                            | -    | 46'      |
| 4-1-2010   | Дубай        | Єгипет                           | 1 – 0      | Малі                             | товариський матч                            | 1    | 55'      |
| 12-1-2010  | Бенгела      | Єгипет                           | 3 – 1      | Нігерія                          | Кубок африканських націй 2010 - 1-й етап    | 1    | 72'      |
| 16-1-2010  | Бенгела      | Єгипет                           | 2 – 0      | Мозамбік                         | Кубок африканських націй 2010 - 1-й етап    | 1    | 68'      |
| 20-1-2010  | Бенгела      | Єгипет                           | 2 – 0      | Бенін                            | Кубок африканських націй 2010 - 1-й етап    | -    | 67'      |
| 25-1-2010  | Бенгела      | Єгипет                           | 3 – 1 д.ч. | Камерун                          | Кубок африканських націй 2010 - чвертьфінал | 1    | 67'      |
| 28-1-2010  | Бенгела      | Алжир                            | 0 – 4      | Єгипет                           | Кубок африканських націй 2010 - півфінал    | 1    | 59'      |
| 31-1-2010  | Луанда       | Гана                             | 0 – 1      | Єгипет                           | Кубок африканських націй 2010 - Фінал       | 1    | 70'      |
| 3-3-2010   | Лондон       | Англія                           | 3 – 1      | Єгипет                           | товариський матч                            | -    | 64'      |
| 11-8-2010  | Каїр         | Єгипет                           | 6 – 3      | ДР Конго                         | товариський матч                            | 1    |          |
| 5-9-2010   | Каїр         | Єгипет                           | 1 – 1      | Сьєрра-Леоне                     | Відбір до Кубка африканських націй 2012     | -    | 27'      |
| 17-11-2010 | Каїр         | Єгипет                           | 3 – 0      | Австралія                        | товариський матч                            | 1    | 59' 74'  |
| 16-12-2010 | Доха         | Катар                            | 2 – 1      | Єгипет                           | товариський матч                            | -    | 61'      |
| 5-1-2011   | Каїр         | Єгипет                           | 5 – 1      | Танзанія                         | товариський матч                            | -    | 67'      |
| 9-1-2011   | Каїр         | Єгипет                           | 1 – 0      | Уганда                           | товариський матч                            | 1    | 63'      |
| 11-1-2011  | Ісмаїлія     | Єгипет                           | 3 – 0      | Бурунді                          | товариський матч                            | 1    | 56'      |
| 14-1-2011  | Каїр         | Єгипет                           | 5 – 1      | Кенія                            | товариський матч                            | -    | 50'      |
| 17-1-2011  | Каїр         | Єгипет                           | 3 – 1      | Уганда                           | товариський матч                            | 1    | 52'      |
| 26-3-2011  | Йоганнесбург | ПАР                              | 1 – 0      | Єгипет                           | Відбір до Кубка африканських націй 2012     | -    | 60'      |
| 5-6-2011   | Каїр         | Єгипет                           | 0 – 0      | ПАР                              | Відбір до Кубка африканських націй 2012     | -    | 57'      |
| 14-4-2012  | Дубай        | Єгипет                           | 3 – 0      | Мавританія                       | товариський матч                            | 2    | 61'      |
| 17-4-2012  | Дубай        | Ірак                             | 0 – 0      | Єгипет                           | товариський матч                            | -    | 60'      |
| 20-5-2012  | Омдурман     | Єгипет                           | 2 – 1      | Камерун                          | товариський матч                            | -    | 62'      |
| 22-5-2012  | Омдурман     | Єгипет                           | 3 – 0      | Того                             | товариський матч                            | 1    | 74'      |
| 1-6-2012   | Александрія  | Єгипет                           | 2 – 0      | Мозамбік                         | Відбір до ЧС 2014                           | -    | 46'      |
| 10-6-2012  | Конакрі      | Гвінея                           | 2 – 3      | Єгипет                           | Відбір до ЧС 2014                           | -    | 58'      |
| 15-6-2012  | Александрія  | Єгипет                           | 2 – 3      | Центральноафриканська Республіка | Відбір до Кубка африканських націй 2013     | -    | 62'      |
| 30-6-2012  | Бангі        | Центральноафриканська Республіка | 1 – 1      | Єгипет                           | Відбір до Кубка африканських націй 2013     | -    | 59'      |
| 12-10-2012 | Дубай        | Єгипет                           | 3 – 0      | Республіка Конго                 | товариський матч                            | 1    | 64'      |
| 28-12-2012 | Доха         | Катар                            | 0 – 2      | Єгипет                           | товариський матч                            | 1    | 75'      |
| 14-1-2013  | Абу-Дабі     | Кот-д'Івуар                      | 4 – 2      | Єгипет                           | товариський матч                            | 1    | 89'      |
| 6-2-2013   | Мадрид       | Чилі                             | 2 – 1      | Єгипет                           | товариський матч                            | -    | 71'      |
| 26-3-2013  | Александрія  | Єгипет                           | 2 – 1      | Зімбабве                         | Відбір до ЧС 2014                           | -    | 80'      |
| 14-11-2013 | Каїр         | Єгипет                           | 2 – 0      | Замбія                           | товариський матч                            | -    |          |
| 19-11-2013 | Каїр         | Єгипет                           | 2 – 1      | Гана                             | Відбір до ЧС 2014                           | 1    | 40' 85'  |
| 5-3-2014   | Інсбрук      | Боснія і Герцеговина             | 0 – 2      | Єгипет                           | товариський матч                            | 1    | 72'      |
| Усього     |              | Матчів                           | 36         |                                  | Голів (10 місце)                            | 19   |          |

## Титули і досягнення

### Командні
- Чемпіон Єгипту (2):

«Аль-Аглі»: 2010-2011, 2013-2014
- Переможець Ліги чемпіонів КАФ (1):

«Аль-Аглі»: 2012
- Володар Суперкубка КАФ (1):

«Аль-Аглі»: 2014
- Володар Кубка конфедерації КАФ (1):

«Аль-Аглі»: 2014
- Володар Кубка африканських націй (1):

2010

### Особисті
- Найкращий бомбардир Кубка африканських націй (1):

2010 (5 голів)